# Aachener Turn- und Sportverein Alemannia 1900 1997-1998
Questa voce raccoglie le informazioni riguardanti l'Aachener Turn- und Sportverein Alemannia 1900 nelle competizioni ufficiali della stagione 1997-1998.

## Stagione
Nella stagione 1997-1998 l'Alemannia, allenato da Werner Fuchs, concluse il campionato di Regionalliga ovest-sudovest al 7º posto. In Coppa di Germania l'Alemannia fu eliminato agli ottavi dal Waldhof Mannheim.

## Rosa
| N. |                               | Ruolo | Calciatore         |
| -- | ----------------------------- | ----- | ------------------ |
| 1  | Germania (bandiera)           | P     | Christian Schmidt  |
| 4  | Germania (bandiera)           | D     | Michael Zimmermann |
| 10 | Paesi Bassi (bandiera)        | C     | Erwin Vanderbroeck |
| 12 | Germania (bandiera)           | C     | Dino Hoffmann      |
| 16 | Germania (bandiera)           | A     | Stephan Lämmermann |
| 18 | Paesi Bassi (bandiera)        | D     | Henri Heeren       |
| 19 | Nigeria (bandiera)            | C     | Dennis Ibrahim     |
| 21 | Germania (bandiera)           | P     | André Lenz         |
| 28 | Guinea Equatoriale (bandiera) | C     | Ben Manga          |
| 5  | Germania (bandiera)           | D     | Ulrich Harde       |
| 3  | Germania (bandiera)           | D     | Frank Klemmer      |
| 24 | Germania (bandiera)           | D     | Raphael Küff       |

| N. |                     | Ruolo | Calciatore         |
| -- | ------------------- | ----- | ------------------ |
| 7  | Germania (bandiera) | D     | Markus Matros      |
| 23 | Belgio (bandiera)   | D     | Stéphane Molnar    |
| 22 | Germania (bandiera) | D     | Daniel Scheinhardt |
| 17 | Germania (bandiera) | C     | Andreas Bluhm      |
| 20 | Germania (bandiera) | C     | Günter Breitzke    |
| 6  | Germania (bandiera) | C     | Thomas Lasser      |
| 27 | Germania (bandiera) | C     | Alexander Morton   |
| 25 | Germania (bandiera) | C     | André Winkhold     |
| 9  | Germania (bandiera) | A     | Mario Krohm        |
| 11 | Germania (bandiera) | A     | Tobias Lenneper    |
| 13 | Germania (bandiera) | A     | Marco Lochen       |
| 15 | Germania (bandiera) | A     | Stefan Thiele      |

## Organigramma societario
Area tecnica
- Allenatore: Werner Fuchs
- Allenatore in seconda:
- Preparatore dei portieri:
- Preparatori atletici:
- Analisi video:

## Calciomercato

### Sessione estiva
| Acquisti | Acquisti        | Acquisti           | Acquisti |
| R.       | Nome            | da                 | Modalità |
| -------- | --------------- | ------------------ | -------- |
| C        | Dennis Ibrahim  | Fortuna Düsseldorf |          |
| C        | Günter Breitzke | Wuppertal          |          |
| D        | Ulrich Harde    | Hauenstein         |          |
| D        | Henri Heeren    | Roda JC            |          |
| C        | Dino Hoffmann   | Westwacht Aachen   |          |
| A        | Mario Krohm     | Bonner             |          |
| C        | Ben Manga       | Uerdingen 05       |          |
| D        | Stéphane Molnar | Sint-Truiden       |          |
| C        | André Winkhold  | Fortuna Düsseldorf |          |

| Cessioni | Cessioni          | Cessioni          | Cessioni |
| R.       | Nome              | a                 | Modalità |
| -------- | ----------------- | ----------------- | -------- |
| D        | Stefan Esser      | Rheydter SV       |          |
| P        | Karl-Heinz Kieren | LR Ahlen          |          |
| C        | Ingo Küpper       | TuS Langerwehe    |          |
| C        | Christos Orkas    | LR Ahlen          |          |
| D        | Sander Roege      | Be Quick '28      |          |
| C        | Frédéric Waseige  | Olympic Charleroi |          |
| A        | Andrey Yusipets   | Homel'            |          |

## Risultati

### Regionalliga ovest-sudovest

#### Girone di andata
| Arbitro: | Prengel |

|                                   |           |                    |
| Winkhold 48’ Thiele 60’ Krohm 80’ | Marcatori | 24’ Karp 41’ Bonan |

| Arbitro: | Hermsdorf |

|               |           |                 |
| Riechmann 82’ | Marcatori | 16’ Scheinhardt |

| Arbitro: | Werthmann |

|                       |           |  |
| Vanderbroeck 38’, 87’ | Marcatori |  |

| Arbitro: | Gettke |

|           |           |                        |
| Weber 69’ | Marcatori | 86’ (rig.) Scheinhardt |

| Arbitro: | Friedrichs |

|              |           |              |
| Breitzke 71’ | Marcatori | 38’ Lindberg |

| Arbitro: | Margenberg |

|          |           |                                           |
| Graf 37’ | Marcatori | 12’ Heeren 36’ (aut.) Hildmann 70’ Lochen |

| Arbitro: | Henes |

|                  |           |          |
| Vanderbroeck 51’ | Marcatori | 26’ Kaul |

| Arbitro: | Kortholt |

|  |           |                                            |
|  | Marcatori | 23’ (aut.) Badji 53’ Lochen 73’, 85’ Krohm |

| Arbitro: | Gerber |

|           |           |                  |
| Bluhm 34’ | Marcatori | 35’ Bettenstaedt |

| Arbitro: | Steinborn |

|                                          |           |                                            |
| Gockel 49’ Antwerpen 55’, 59’ Becker 62’ | Marcatori | 6’ Heeren 20’ (rig.) Scheinhardt 76’ Krohm |

| Arbitro: | Insam |

|                                               |           |  |
| Scheinhardt 11’ (rig.) Klemmer 23’ Lochen 40’ | Marcatori |  |

| Arbitro: | Buchkremer |

|                                                           |           |                                       |
| Thömmes 32’ Weiszenbacher 35’ Milošević 39’ Melunovic 61’ | Marcatori | 11’ Heeren 17’ Vanderbroeck 33’ Krohm |

| Arbitro: | Schräer |

|              |           |                  |
| Breitzke 39’ | Marcatori | 40’ (aut.) Bluhm |

| Arbitro: | Henes |

|                        |           |  |
| Mushinka 38’ Diane 77’ | Marcatori |  |

| Arbitro: | Engler |

|                             |           |              |
| Krohm 81’, 88’ Hoffmann 87’ | Marcatori | 27’ Denysiuk |

| Arbitro: | Wack |

|           |           |                             |
| Krohm 31’ | Marcatori | 4’ Cirba 6’ Jonjić 58’ Hyza |

| Paderborn 22 novembre 1997, ore 14:30 CET 17ª giornata | Paderborn-Neuhaus | 0 – 0 referto | Alemannia Aquisgrana | Hermann-Löns-Stadion (1 000 spett.)\| Arbitro: \| Milic \| |
| Arbitro:                                               | Milic             |               |                      |                                                            |

#### Girone di ritorno
| Arbitro: | Haupt |

|                                  |           |           |
| Turgut 32’ Pröpper 38’ Bamba 69’ | Marcatori | 48’ Krohm |

| Arbitro: | Gerber |

|                               |           |               |
| Krohm 8’, 82’ Ibrahim 9’, 26’ | Marcatori | 66’ Kornmaier |

| Arbitro: | Schäfer |

|                      |           |           |
| Koster 16’ Souza 90’ | Marcatori | 79’ Krohm |

| Arbitro: | Schneider |

|                       |           |               |
| Bluhm 51’ Ibrahim 70’ | Marcatori | 63’ Policella |

| Arbitro: | Scheppe |

|            |           |  |
| Donato 14’ | Marcatori |  |

| Arbitro: | Jonsson |

|  |           |         |
|  | Marcatori | 8’ Ertl |

| Arbitro: | Schräer |

|                   |           |               |
| Glavaš 16’ (rig.) | Marcatori | 1’ Lämmermann |

| Arbitro: | Weber |

|                                                            |           |              |
| Hoffmann 6’ Krohm 13’, 33’ Lämmermann 73’ Vanderbroeck 88’ | Marcatori | 77’ Heilmann |

| Arbitro: | Plettenberg |

|                    |           |  |
| Schmidt 88’ (rig.) | Marcatori |  |

| Arbitro: | Briesch |

|                                                          |           |                                       |
| Vanderbroeck 22’ Ibrahim 30’, 63’ Breitzke 85’ Krohm 87’ | Marcatori | 6’ (aut.) Scheinhardt 79’ (rig.) Serr |

| Arbitro: | Weiss |

|                          |           |           |
| Ebersbach 17’ Glaser 19’ | Marcatori | 59’ Bluhm |

| Arbitro: | Margenberg |

|                |           |               |
| Lämmermann 12’ | Marcatori | 14’ Melunovic |

| Arbitro: | Gruse |

|  |           |           |
|  | Marcatori | 89’ Krohm |

| Arbitro: | Friedrichs |

|                                             |           |                     |
| Krohm 23’ Klemmer 40’ Vanderbroeck 80’, 82’ | Marcatori | 58’ Susic 70’ Diane |

| Arbitro: | Werthmann |

|                      |           |                        |
| Röder 2’ Podszus 45’ | Marcatori | 75’ (rig.) Scheinhardt |

| Arbitro: | Sahler |

|          |           |                                          |
| Ziga 90’ | Marcatori | 25’ Krohm 56’ Scheinhardt 61’ Lämmermann |

| Arbitro: | Orde |

|            |           |           |
| Klemmer 3’ | Marcatori | 74’ Gerov |

### Coppa di Germania
| Arbitro: | Schütz |

|                                       |                      |                                         |
| Bluhm Scheinhardt Lasser Thiele Krohm | Tiri di rigore 4 – 3 | Richter Ziemer Driller Wiesinger Knäbel |

| Arbitro: | Berg |

|                       |           |              |
| Lochen 27’ Krohm 109’ | Marcatori | 45’ Heidrich |

| Arbitro: | Wack |

|                                                |                      |                                      |
| Ibrahim 56’                                    | Marcatori            | 15’ Koch                             |
| Bluhm Lasser Scheinhardt Heeren Krohm Hoffmann | Tiri di rigore 4 – 5 | Birlik Koch Hoop Pasieka Barbosa Mba |

## Statistiche

### Statistiche di squadra
| Competizione                | Punti | In casa | In casa | In casa | In casa | In casa | In casa | In trasferta | In trasferta | In trasferta | In trasferta | In trasferta | In trasferta | Totale | Totale | Totale | Totale | Totale | Totale | DR  |
| Competizione                | Punti | G       | V       | N       | P       | Gf      | Gs      | G            | V            | N            | P            | Gf           | Gs           | G      | V      | N      | P      | Gf     | Gs     | DR  |
| --------------------------- | ----- | ------- | ------- | ------- | ------- | ------- | ------- | ------------ | ------------ | ------------ | ------------ | ------------ | ------------ | ------ | ------ | ------ | ------ | ------ | ------ | --- |
| Regionalliga ovest-sudovest | 49    | 17      | 9       | 6       | 2       | 38      | 20      | 17           | 4            | 4            | 9            | 24           | 26           | 34     | 13     | 10     | 11     | 62     | 46     | +16 |
| Coppa di Germania           | -     | 3       | 1       | 2       | 0       | 3       | 2       | 0            | 0            | 0            | 0            | 0            | 0            | 3      | 1      | 2      | 0      | 3      | 2      | +1  |
| Totale                      | 49    | 20      | 10      | 8       | 2       | 41      | 22      | 17           | 4            | 4            | 9            | 24           | 26           | 37     | 14     | 12     | 11     | 65     | 48     | +17 |

### Andamento in campionato
| Giornata  | 1 | 2 | 3 | 4 | 5 | 6 | 7 | 8 | 9 | 10 | 11 | 12 | 13 | 14 | 15 | 16 | 17 | 18 | 19 | 20 | 21 | 22 | 23 | 24 | 25 | 26 | 27 | 28 | 29 | 30 | 31 | 32 | 33 | 34 |
| --------- | - | - | - | - | - | - | - | - | - | -- | -- | -- | -- | -- | -- | -- | -- | -- | -- | -- | -- | -- | -- | -- | -- | -- | -- | -- | -- | -- | -- | -- | -- | -- |
| Luogo     | C | T | C | T | C | T | C | T | C | T  | C  | T  | C  | T  | C  | C  | T  | T  | C  | T  | C  | T  | C  | T  | C  | T  | C  | T  | C  | T  | C  | T  | T  | C  |
| Risultato | V | N | V | N | N | V | N | V | N | P  | V  | P  | N  | P  | V  | P  | N  | P  | V  | P  | V  | P  | P  | N  | V  | P  | V  | P  | N  | V  | V  | P  | V  | N  |
| Posizione | 6 | 3 | 3 | 5 | 7 | 3 | 4 | 2 | 5 | 6  | 4  | 6  | 6  | 6  | 5  | 6  | 7  | 8  | 6  | 8  | 8  | 8  | 9  | 9  | 8  | 10 | 9  | 9  | 9  | 8  | 8  | 9  | 7  | 7  |

Legenda:

Luogo: C = Casa; T = Trasferta. Risultato: V = Vittoria; N = Pareggio; P = Sconfitta.

### Statistiche dei giocatori
| Giocatore       | Regionalliga West/Südwest (1994-2000) | Regionalliga West/Südwest (1994-2000) | Regionalliga West/Südwest (1994-2000) | Regionalliga West/Südwest (1994-2000) | Coppa di Germania | Coppa di Germania | Coppa di Germania | Coppa di Germania | Totale   | Totale | Totale      | Totale     |
| Giocatore       | Presenze                              | Reti                                  | Ammonizioni                           | Espulsioni                            | Presenze          | Reti              | Ammonizioni       | Espulsioni        | Presenze | Reti   | Ammonizioni | Espulsioni |
| --------------- | ------------------------------------- | ------------------------------------- | ------------------------------------- | ------------------------------------- | ----------------- | ----------------- | ----------------- | ----------------- | -------- | ------ | ----------- | ---------- |
| A. Bluhm        | 33                                    | 3                                     | 5                                     | 0                                     | 3                 | 0                 | 0                 | 0                 | 36       | 3      | 5           | 0          |
| G. Breitzke     | 25                                    | 3                                     | 5                                     | 0                                     | 2                 | 0                 | 1                 | 0                 | 27       | 3      | 6           | 0          |
| U. Harde        | 17                                    | 0                                     | 1                                     | 0                                     | 2                 | 0                 | 0                 | 0                 | 19       | 0      | 1           | 0          |
| H. Heeren       | 34                                    | 3                                     | 6                                     | 0                                     | 3                 | 0                 | 1                 | 0                 | 37       | 3      | 7           | 0          |
| D. Hoffmann     | 21                                    | 2                                     | 2                                     | 0                                     | 1                 | 0                 | 0                 | 0                 | 22       | 2      | 2           | 0          |
| D. Ibrahim      | 16                                    | 5                                     | 1                                     | 1                                     | 1                 | 1                 | 0                 | 0                 | 17       | 6      | 1           | 1          |
| F. Klemmer      | 31                                    | 3                                     | 6                                     | 0                                     | 2                 | 0                 | 0                 | 0                 | 33       | 3      | 6           | 0          |
| M. Krohm        | 29                                    | 18                                    | 5                                     | 0                                     | 3                 | 1                 | 0                 | 0                 | 32       | 19     | 5           | 0          |
| R. Küff         | 5                                     | 0                                     | 0                                     | 0                                     | 0                 | 0                 | 0                 | 0                 | 5        | 0      | 0           | 0          |
| T. Lasser       | 34                                    | 0                                     | 4                                     | 0                                     | 3                 | 0                 | 0                 | 0                 | 37       | 0      | 4           | 0          |
| T. Lenneper     | 10                                    | 0                                     | 0                                     | 0                                     | 1                 | 0                 | 0                 | 0                 | 11       | 0      | 0           | 0          |
| A. Lenz         | 15                                    | 0                                     | 0                                     | 0                                     | 0                 | 0                 | 0                 | 0                 | 15       | 0      | 0           | 0          |
| M. Lochen       | 19                                    | 3                                     | 2                                     | 0                                     | 3                 | 1                 | 0                 | 0                 | 22       | 4      | 2           | 0          |
| S. Lämmermann   | 20                                    | 4                                     | 1                                     | 0                                     | 2                 | 0                 | 0                 | 0                 | 22       | 4      | 1           | 0          |
| B. Manga        | 0                                     | 0                                     | 0                                     | 0                                     | 0                 | 0                 | 0                 | 0                 | 0        | 0      | 0           | 0          |
| M. Matros       | 1                                     | 0                                     | 0                                     | 0                                     | 0                 | 0                 | 0                 | 0                 | 1        | 0      | 0           | 0          |
| S. Molnar       | 1                                     | 0                                     | 1                                     | 0                                     | 0                 | 0                 | 0                 | 0                 | 1        | 0      | 1           | 0          |
| A. Morton       | 12                                    | 0                                     | 1                                     | 1                                     | 2                 | 0                 | 0                 | 0                 | 14       | 0      | 1           | 1          |
| P. Schaepkens   | 2                                     | 0                                     | 0                                     | 0                                     | 0                 | 0                 | 0                 | 0                 | 2        | 0      | 0           | 0          |
| D. Scheinhardt  | 30                                    | 6                                     | 9                                     | 1                                     | 3                 | 0                 | 0                 | 0                 | 33       | 6      | 9           | 1          |
| C. Schmidt      | 19                                    | 0                                     | 0                                     | 0                                     | 3                 | 0                 | 0                 | 0                 | 22       | 0      | 0           | 0          |
| S. Thiele       | 14                                    | 1                                     | 5                                     | 0                                     | 2                 | 0                 | 1                 | 0                 | 16       | 1      | 6           | 0          |
| E. Vanderbroeck | 26                                    | 8                                     | 8                                     | 1                                     | 2                 | 0                 | 1                 | 0                 | 28       | 8      | 9           | 1          |
| A. Winkhold     | 27                                    | 1                                     | 4                                     | 1                                     | 3                 | 0                 | 1                 | 0                 | 30       | 1      | 5           | 1          |
| M. Zimmermann   | 22                                    | 0                                     | 0                                     | 1                                     | 1                 | 0                 | 0                 | 0                 | 23       | 0      | 0           | 1          |